# Hospital Universitario Dexeus
El Hospital Universitario Dexeus (en catalán: Hospital Universitari Dexeus) es un centro hospitalario privado de Barcelona (España), que forma parte del Grupo Quirónsalud. Es hospital docente de la Facultad de Medicina de la Universidad Autónoma de Barcelona.
Fue fundado por los hermanos José María y Santiago Dexeus en 1973, como Instituto Dexeus, continuador de la Clínica Mater, creada por su padre, Santiago Dexeus Font, en 1935. Centro pionero en los campos de la obstetricia, la ginecología y la reproducción asistida, en 1984 logró el primer nacimiento por fecundación in vitro en España.

## Historia
En 1935 Santiago Dexeus Font fundó la Clínica Mater, la primera maternidad privada de España, ubicada avenida del Tibidabo, 17, de Barcelona. Dexeus, pionero en la asistencia obstétrica hospitalaria, era un férreo opositor al parto en el domicilio, común en la época. Exiliado durante la Guerra Civil, a su regreso a Barcelona, en 1939, reabrió la Clínica Mater, que posteriormente llevaría su apellido.
Dexeus Font se jubiló en 1967, siendo sucedido por sus hijos, José María y Santiago, quienes iniciaron la construcción de unas nuevas instalaciones, que ampliarían la primitiva clínica maternal para convertirla un centro hospitalario dedicado principalmente a la mujer. En 1973 se inauguró el Instituto Dexeus en la avenida de la Bonanova, 67, que supuso el cierre de la antigua maternidad de la avenida del Tibidabo, que había alumbrado a más 14 000 niños.
Concebido originalmente como clínica obstétrico-ginecológica, el Instituto Dexeus incorporó progresivamente otras disciplinas, como pediatría, traumatología, medicina interna, cirugía general, cirugía pediátrica, neurología y anestesiología. Entre los servicios incorporados destacan algunos pioneros en España, como la Unidad de Patología del Crecimiento (1985), el equipo de lasertricia por ureteroscopia (1988) o la Unidad del Sueño, de Eduard Estivill (1989). El Instituto Dexeus también introdujo en España técnicas como la anestesia epidural en el parto (1973) y la inseminación artificial (1978). El 12 de julio de 1984 un equipo encabezado por los doctores Pedro N. Barri, ginecólogo, y Anna Veiga, bióloga, lograron el primer nacimiento por fecundación in vitro en España. En 1987 lograron el nacimiento del primer bebé español procedente de un embrión congelado.
El progresivo crecimiento de la clínica, que en sus orígenes era propiedad íntegra del personal facultativo, obligó a buscar inversores externos. En 1981 los médicos vendieron el 50 % de la propiedad a la compañía estadounidense American Medical International (AMI), que en 1984 elevó su porcentaje al 71 %. En 1989 el Instituto Dexeus se convirtió en uno de los primeros centros privados universitarios de España, al firmar un convenio de adscripción a la Universidad Autónoma de Barcelona.
Los años 1990 estuvieron marcados por un continuo trasiego accionarial. En 1990 First Boston Bank se hizo con el paquete accionarial de AMI, para traspasarlo ese mismo año a la mutua médica y de seguros Previasa, de Publio Cordón. Sin embargo, debido a la oposición del cuadro facultativo (propietarios del 29 %), encabezado por Santiago Dexeus, pocos meses más tarde Previasa repartió sus acciones entre la aseguradora AEGON, Clininvest (filial de Suez) y la sociedad de capital riesgo Mercapital. En 1997 la empresa estadounidense Columbia Healthcare Corporation se convirtió en su accionista mayoritario, al adquirir el 54 % de las acciones. Un año más tarde el centro pasó a manos de United Surgical Partners International (USP), convirtiéndose en USP-Institut Universitari Dexeus.
USP, propietaria de los derechos de explotación de la marca Dexeus, ha mantenido esta denominación, a pesar de la desvinculación de la familia fundadora. José María Dexeus se retiró como director médico del centro en 1990 y en 2008 Santiago Dexeus fue cesado de su actividad médica y obligado a transmitir sus acciones en la sociedad Consultorio Dexeus, en virtud de los acuerdos vigentes entre los socios, que establecen la jubilación forzosa a los 65 años. Aunque el ginecólogo recurrió judicialmente, la demanda fue archivada.
Debido a la falta de espacio, en 2007 abandonó la avenida de la Bonanova para trasladarse a un nuevo edificio en el barrio de Las Corts, junto a la avenida de Carlos III, inaugurado el 14 de julio de 2007.
En 2012 Doughty Hanson & Co adquirió el grupo español USP Hospitales, procediendo posteriormente a la fusión con Hospitales Quirón. De este modo el Instituto quedó integrado en el Grupo Quirónsalud, adoptando la actual denominación de Hospital Universitario Dexeus.

## Ubicación

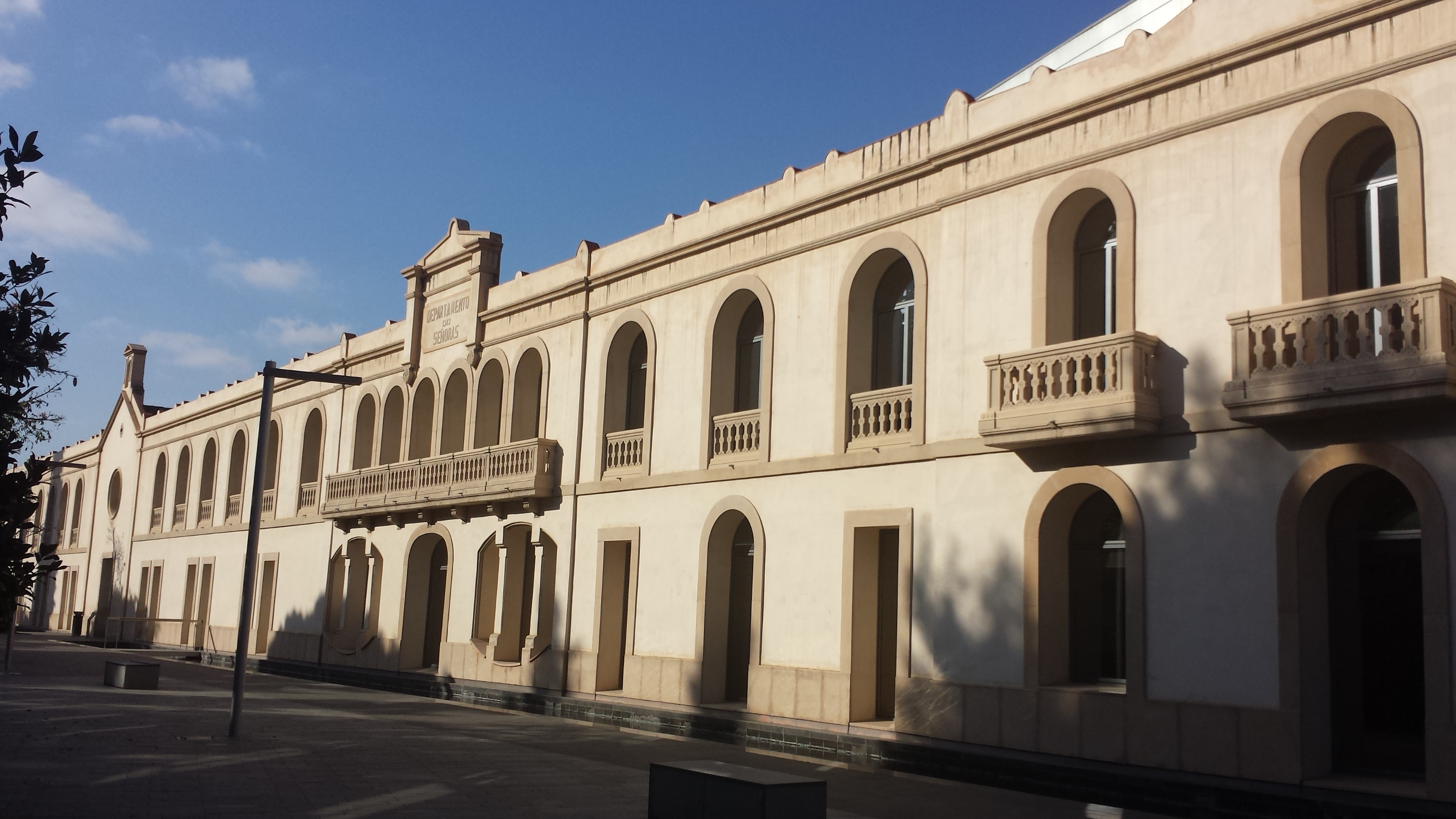
El antiguo Instituto Frenopático, actualmente integrado en el Hospital Universitario Dexeus

El recinto actual, en el distrito de Les Corts, fue construido entre 2001 y 2007 y es obra del estudio de arquitectura Artigues & Sanabria. El hospital ocupa 50 000 metros cuadrados de superficie (40 000 metros edificados y 12 000 de jardín), en un parcela delimitada por la calle de Sabino Arana (acceso principal), la Gran Vía de Carlos III (acceso secundario y del aparcamiento), la calle Mejía Lequerica y los jardines de la Maternidad. 
Estos terrenos correspondían a los jardines del Instituto Frenopático, cerrado en 2000. El edificio principal del antiguo sanatorio, catalogado como Bien de Interés Urbanístico, se ha mantenido con su fachada y volumetría original, y actualmente alberga las áreas de obstetricia, ginecología y reproducción. Se conserva también el antiguo pabellón para distinguidos, hoy destinado a las consultas externas.

## Actividad y servicios

### Actividad asistencial
El centro cuenta con un equipo de más de 450 médicos y ofrece asistencia médica y quirúrgica en múltiples especialidades, incluyendo urgencias para adultos y pediátricas:
| - Alergología - Análisis clínicos - Anatomía patológica - Anestesiología y reanimación - Aparato digestivo - Cardiología - Cardiopatías congénitas - Chequeos médicos - Cirugía cardiaca - Cirugía general y aparato digestivo - Cirugía oral y maxilofacial - Cirugía ortopédica pediátrica - Cirugía ortopédica y traumatología - Cirugía plástica, estética y reparadora - Cirugía torácica - Cirugía vascular y endovascular | - Dermatología - Diagnóstico por la imagen - Electrofisiología y arritmias - Endocrinología pediátrica - Endocrinología y nutrición - Endoscopia digestiva - Ginecología, obstetricia y reproducción - Hematología y hemoterapia - Implantología - Logopedia - Nefrología - Neonatología - Neumología - Neurocirugía - Neurofisiología clínica - Neurología | - Oftalmología - Oncología hematológica - Oncología médica - Otorrinolaringología - Patología del crecimiento - Pediatría y cirugía pediátrica - Psicología pediátrica y adolescentes - Psiquiatría y psicología - Rehabilitación - Reumatología - Servicio de medicina - Traumatología del deporte - Unidad de diagnóstico avanzado y cirugía de la epilepsia - Urgencias - Urología |

Su servicio más reconocido es el Departamento de Ginecología, Obstetricia y Reproducción, núcleo histórico del hospital actual, que gestiona la sociedad profesional Consultorio Dexeus, SA, bajo la marca Salud de la Mujer Dexeus. También es especialmente reconocida su unidad de Traumatología del Deporte, que ha tratado a profesionales de élite de diversas disciplinas (Zlatan Ibrahimović, Ricky Rubio, Bruno Hortelano, etc.), especialmente pilotos de motociclismo como Marc Coma, pentacampeón del Rally Dakar, y campeones mundiales de velocidad como Sito Pons, Álex Crivillé, Marc Márquez, Jorge Lorenzo, Dani Pedrosa, Andrea Dovizioso, Marco Melandri o Stefan Bradl, entre otros.

### Docencia
El Instituto Universitario Dexeus ofrece formación a nivel de pregrado a los estudiantes de la Universidad Autónoma de Barcelona. Imparte también programas de máster y doctorado, cursos de posgrado y de especialización, además de Formación Sanitaria Especializada a través del MIR.

## Premios y reconocimientos
- Premio Creu de Sant Jordi (2008)